# آراکسی بابایان
آراکسی توُماسی بابایان (ارمنی: Արաքսի Թովմասի Բաբայան؛ انگلیسی: Araxie Babayan زادهٔ ۵ مهٔ ۱۹۰۶ - درگذشته ۱۳ فوریهٔ ۱۹۹۳) یک شیمی‌دان و سیاستمدار اهل ارمنستان بود.

## زندگی‌نامه
در مه ۱۹۰۶ در ایروان به دنیا آمد و از دانشگاه دولتی ایروان (۱۹۲۹) و دانشگاه پلی‌تکنیک ارمنستان (۱۹۳۷) فارغ‌التحصیل شد. وی عضو فرهنگستان ملی علوم ارمنستان (۱۹۵۶) بود. وی همچنین برنده نشان پرچم سرخ کار، نشان دوستی خلق، نشان برجسته افتخار و نشان پرچم سرخ و دانشمند شایسته ارمنستان شوروی (۱۹۶۱) شده است. وی در ۱۳ فوریه ۱۹۹۳ در سن ۸۶ سالگی در ایروان درگذشت و در آرامستان نوباراشن به خاک سپرده شد.

## یادداشت
1. ↑  Հայկական Սովետական Հանրագիտարան
2. ↑  Հայկական համառոտ հանրագիտարան + Ով ով է. հայեր